# Gare de Chaponost
La gare de Chaponost est une gare ferroviaire française, elle se situe sur la ligne Paray-le-Monial - Givors ; 
C'est une des gares du tram-train de l'Ouest lyonnais qui relie Lyon St-Paul à Brignais.

## Service des voyageurs

### Accueil
Halte SNCF, elle est équipée d'automates pour l'achat de titres de transport.

### Desserte
Chaponost est située sur l'une des trois branches de la desserte de l'Ouest Lyonnais, desservie par le Tram-train de l'Ouest lyonnais.

### Intermodalité
Un parc pour les vélos et un parking pour les véhicules y sont aménagés. La gare est desservie par les lignes complémentaires no 12 (bus 12) et no 11 (bus 11) du réseau des transports en commun lyonnais (TCL).

## Voir Aussi